# ギマラス州

ギマラス州

ギマラス州（ギマラスしゅう、Province of Guimaras）は、フィリピン中部の西ビサヤ地方（Western Visayas, Region VI）に属する州である。ギマラス島全体を州域とし、北にイロイロ海峡を挟んでイロイロ州、東にギマラス海峡を挟んでネグロス・オクシデンタル州と隣接し、南西部はパナイ湾が広がり、その先のスールー海へと続いている。1992年5月11日、イロイロ州から分離、新設された。面積は604.7km2で国内5番目に小さい。人口は174,613人（2015年）で国内7番目に少ない。州都は地方自治体の1つホルダン（Jordan）であり、州内には都市はない。